# Transvaalløve
Transvaalløven (latin: Panthera leo krugeri) er en underart af løven, der lever i Sydafrika. Forekomsten af et recessivt gen hos denne underart kan give løven en hvidlig pels.